# Boliwar (waluta)
Boliwar – jednostka monetarna Wenezueli. Wewnętrznie oznaczana jest jako Bs. 1 boliwar dzieli się nominalnie na 100 centymów (céntimos).

## Historia
Boliwar wprowadzony został 31 marca 1879 roku. Zastąpił emitowane w latach 1875–1876 srebrne i złote venezolano. Nazwany został na cześć bohatera narodowego Simóna Bolívara. Pierwsza emisja objęła srebrne monety 1/5 boliwara (20 centymów), 1/2 boliwara (50 centymów, real), 1 boliwar, 2 boliwary, 5 boliwarów (fuerte) oraz złotą monetę 20 boliwarów. Monety wybite zostały przez mennicę w Brukseli. W następnych latach emisja została uzupełniona o monety 5 centymów (puya), 12 1/2 centymów, 25 centymów (medio) oraz w 1886 o 100 boliwarów w złocie. Moneta ta była pierwszą wybitą przez mennicę w Caracas (Casa de la Moneda de Caracas). Od nazwiska pierwszego dyrektora mennicy generała Jacinto Regino Pachano nazywana była popularnie pachano.
Do lat 70. XX wieku boliwar był bardzo stabilną i powszechnie akceptowaną walutą. Później z powodu wysokiej inflacji waluta straciła na wartości. 7 marca 2007 r. Centralny Bank Wenezueli ogłosił denominację boliwara w stosunku 1000:1. Denominacja weszła w życie 1 stycznia 2008, a dla odróżnienia od starego pieniądza, nową walutę nazwano bolívar fuerte. Nazwa obowiązywała do 2009 r.
W marcu 2018 r. Bank Centralny Wenezueli (Banco Central de Venezuela, BCV) ujawnił wizerunki nowej serii banknotów obiegowych, które miały zostać wyemitowane w dniu 4 czerwca; wydanie nowej serii banknotów zostało później przełożone na 20 sierpnia. Nową walutą Wenezueli został bolívar soberano. Nastąpiła denominacja waluty w stosunku 100 000:1. Nowa seria składała się z ośmiu nominałów: 2, 5, 10, 20, 50, 100, 200 i 500 boliwarów. Ponadto w obiegu pojawiły się nowe monety: 50 centymów i 1 boliwar.
W 2021 r. Wenezuela przeprowadziła kolejną denominację boliwara w stosunku 1 000 000:1 w związku z hiperinflacją sięgającą 5500% rocznie.

## Monety

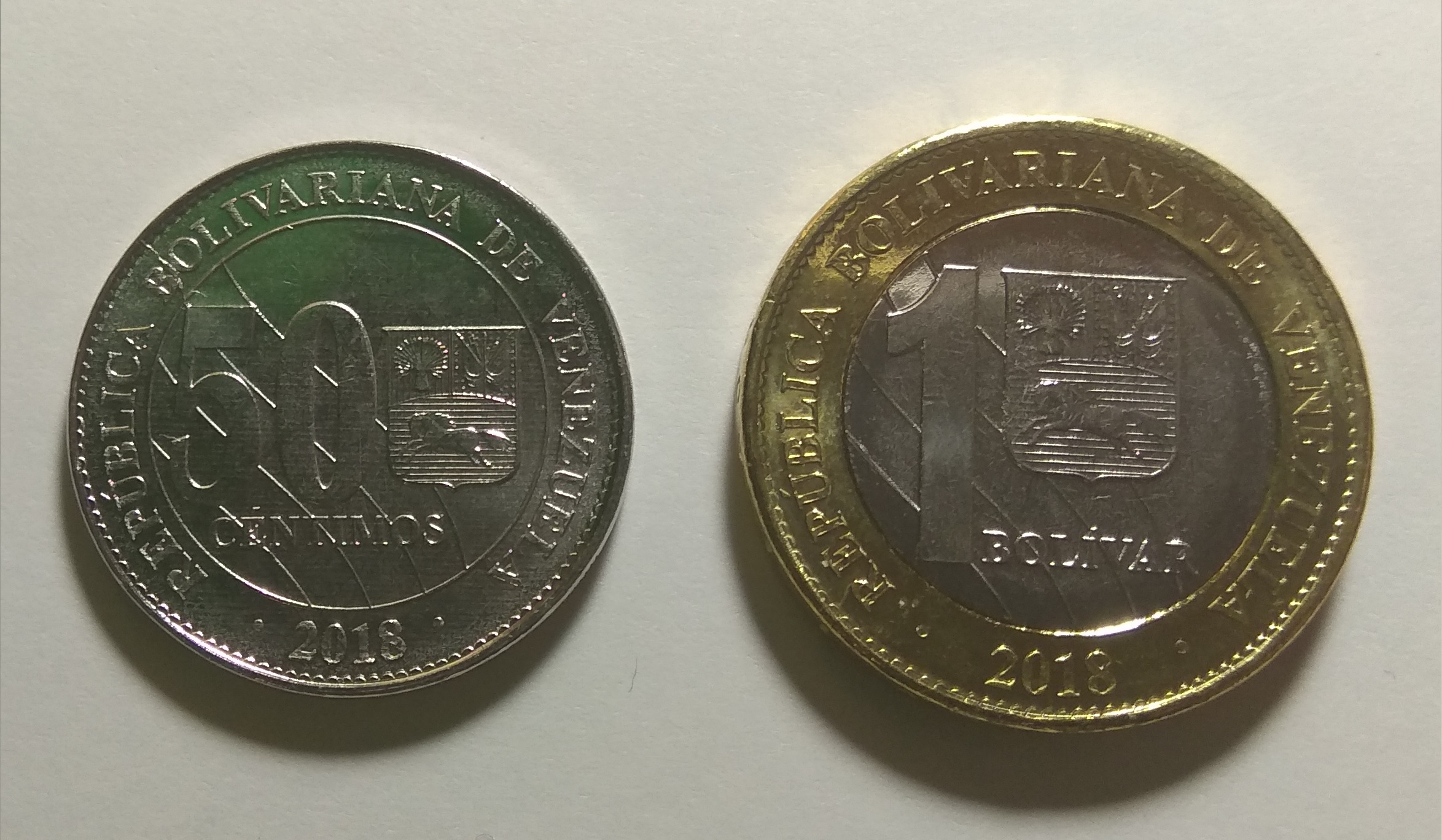
Monety 50 centymów i 1 boliwar wprowadzone po denominacji w 2018 roku.

W obiegu są monety: 50 centymów oraz 1 boliwar. Awersy monet 50 centymów i 1 boliwar zawierają godło, nominał i nazwę kraju, a rewers Simóna Bolívara z napisem Bolívar Libertador.

## Banknoty

### Emisja z 1981-2001 roku

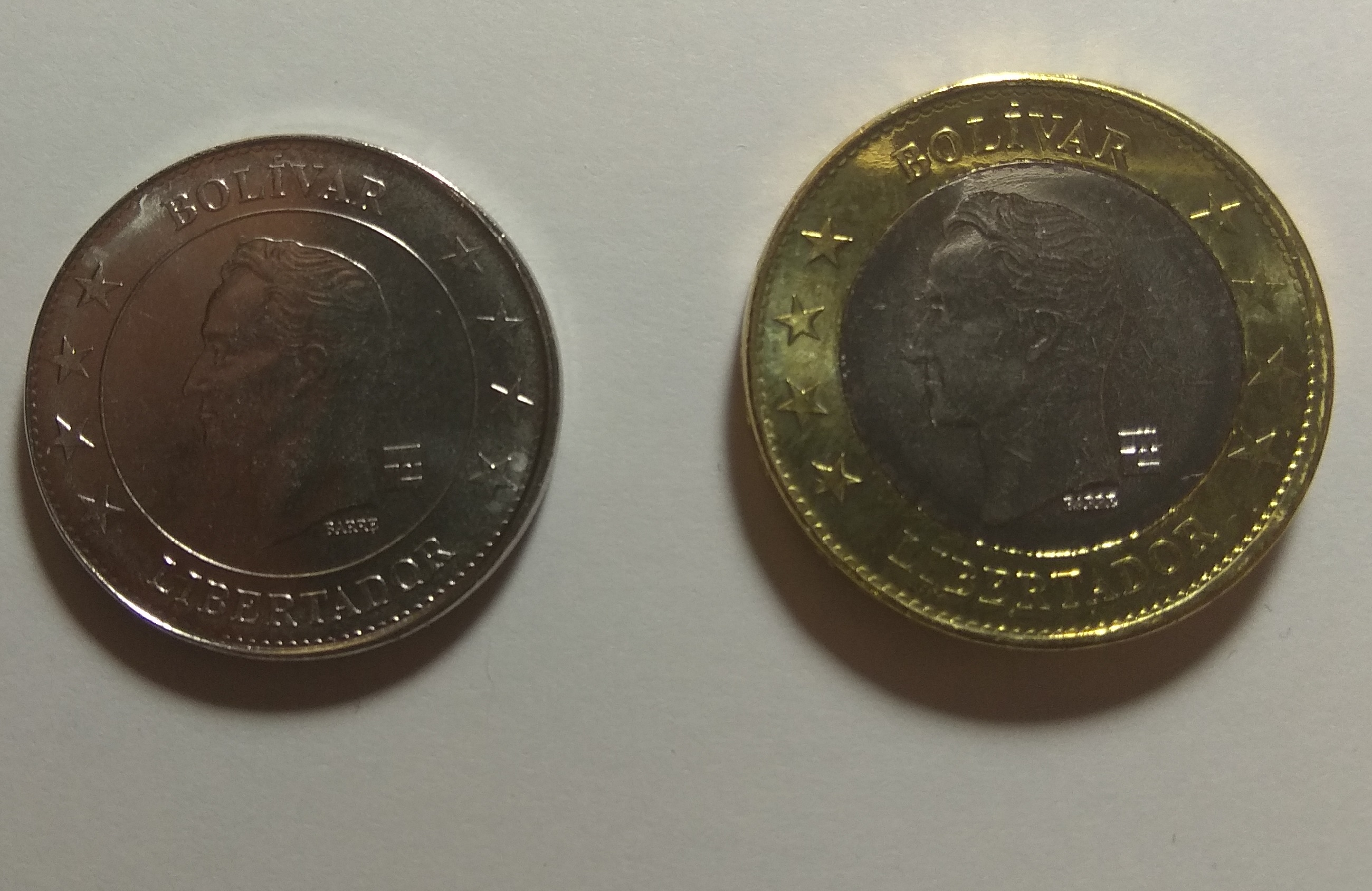
Rewersy monet 50 centymów i 1 boliwar

| Awers | Rewers | Nominał               | Awers banknotu        | Rewers banknotu                   |
| ----- | ------ | --------------------- | --------------------- | --------------------------------- |
|       |        | 1981 500 boliwarów    | Simon Bolivar         | orchidea                          |
|       |        | 1991 1000 boliwarów   | Simon Bolivar         | Deklaracja Niepodległości         |
|       |        | 1998 1000 boliwarów   | Simon Bolivar         | Panteon Nacional                  |
|       |        | 1994 2000 boliwarów   | Antonio José de Sucre | Bitwa o Junin                     |
|       |        | 1998 2000 boliwarów   | Andreas Bello         | Pico Bolivar                      |
|       |        | 1994 5000 boliwarów   | Simon Bolivar         | Juan Lover El 19 de Abril de 1810 |
|       |        | 2000 5000 boliwarów   | Francisco de Miranda  | Zapora Guri                       |
|       |        | 2000 10 000 boliwarów | Antonio José de Sucre | Tribunal Supremo de Justica       |
|       |        | 2000 20 000 boliwarów | Simon Rodriguez       | wodospad Angel                    |
|       |        | 1998 50 000 boliwarów | Jose Maria Vargas     | Ciudad Universitaria              |

### Bolivar fuerteEmisja z 2008 roku
| Nominał       | Wymiary     | Awers banknotu                        | Rewers banknotu          |
| ------------- | ----------- | ------------------------------------- | ------------------------ |
| 2 boliwary    | 156 × 69 mm | Francisco de Miranda                  | Inia amazońska           |
| 5 boliwarów   | 156 × 69 mm | Pedro Camejo                          | Pancernik olbrzymi       |
| 10 boliwarów  | 156 × 69 mm | Cacique Guaicaipuro                   | Harpia wielka            |
| 20 boliwarów  | 156 × 69 mm | María Luisa Cáceres Díaz de Arismendi | Żółw szylkretowy         |
| 50 boliwarów  | 156 × 69 mm | Simón Rodríguez                       | Andoniedźwiedź okularowy |
| 100 boliwarów | 156 × 69 mm | Simón Bolívar                         | Czyżyk                   |

### Bolivar fuerteEmisja z 2016-2017
| Nominał                | Wymiary     | Awers banknotu                        | Rewers banknotu               |
| ---------------------- | ----------- | ------------------------------------- | ----------------------------- |
| 2016 500 boliwarów     | 156 × 69 mm | Francisco de Miranda                  | Inia amazońska                |
| 2016 1000 boliwarów    | 156 × 69 mm | Pedro Camejo                          | Pancernik olbrzymi            |
| 2016 2000 boliwarów    | 156 × 69 mm | Cacique Guaicaipuro                   | Harpia wielka                 |
| 2016 5000 boliwarów    | 156 × 69 mm | María Luisa Cáceres Díaz de Arismendi | Żółw szylkretowy              |
| 2016 10 000 boliwarów  | 156 × 69 mm | Simón Rodríguez                       | Andoniedźwiedź okularowy      |
| 2016 20 000 boliwarów  | 156 × 69 mm | Simón Bolívar (tło czerwono-żółte)    | Czyżyk (tło czerwone)         |
| 2017 100 000 boliwarów | 156 × 69 mm | Simón Bolívar (tło żółto-niebieskie)  | Czyżyk (tło żółto-niebieskie) |

### Bolívar soberano2018
| Nominał                   | Wymiary     | Awers banknotu        | Rewers banknotu            |
| ------------------------- | ----------- | --------------------- | -------------------------- |
| 2 boliwary soberano       | 156 × 69 mm | Josefa Camejo         | Amazonka wenezuelska       |
| 5 boliwarów soberano      | 156 × 69 mm | José Félix Ribas      | Atelopus cruciger          |
| 10 boliwarów soberano     | 156 × 69 mm | Rafael Urdaneta       | Mrówkojad wielki           |
| 20 boliwarów soberano     | 156 × 69 mm | Simón Rodríguez       | Jaguar amerykański         |
| 50 boliwarów soberano     | 156 × 69 mm | Antonio José de Sucre | Ocelot tygrysi             |
| 100 boliwarów soberano    | 156 × 69 mm | Ezequiel Zamora       | Czepiak                    |
| 200 boliwarów soberano    | 156 × 69 mm | Francisco de Miranda  | Ara oliwkowa               |
| 500 boliwarów soberano    | 156 × 69 mm | Simón Bolívar         | Kacyk                      |
| 10 000 boliwarów soberano |             | Simón Bolívar         | Panteon Narodowy Wenezueli |
| 20 000 boliwarów soberano |             | Simón Bolívar         | Panteon Narodowy Wenezueli |
| 50 000 boliwarów soberano |             | Simón Bolívar         | Panteon Narodowy Wenezueli |